# Швидкість (фільм)
«Швидкість» (англ. Speed) — американський пригодницький бойовик 1994 року. Володар двох премій «Оскар». Фільм став ключовим для акторки Сандри Буллок, яка отримала після його виходу загальну відомість та популярність.

## Сюжет
Божевільний терорист (Денніс Гоппер), ображений через своє незаконне (з його погляду) звільнення з поліції, мінує ліфт з пасажирами в хмарочосі і вимагає 3 мільйони доларів викупу. Антитерористичний підрозділ поліції Лос-Анджелесу зриває плани терориста і звільняє заручників.
Після невдалої спроби, терорист вирішує помститися і встановлює в рейсовому автобусі радіокеровану бомбу, яка вибухне, якщо швидкість автобуса впаде нижче 50 миль за годину (близько 80 км/год).
Після того, як автобус потрапляє на шосе і набирає швидкість, вибуховий пристрій активується і машина перетворюється на швидкісну бомбу з заручниками, яка не може зупинятися. До автобуса на ходу проникає співробітник спецслужб (Кіану Рівз), який разом з випадковою попутницею (Сандра Буллок), що опинилася за кермом автобуса, шукають спосіб врятувати людські життя.

## У ролях
- Кіану Рівз — Джек Тревен
- Денніс Гоппер — Говард Пейн
- Сандра Буллок — Енні Портер
- Джефф Деніелс — Гаррі Темпл, напарник Джека
- Джо Мортон — лейтенант МакМахон
- Алан Рак — Даг Стівенс
- Бет Грант — Гелен
- Річард Шифф — машиніст поїзда

## Українське закадрове озвучення

### Багатоголосе закадрове озвучення (Студія«1+1», 2001)
Ролі озвучували: Владислав Пупков, Андрій Твердак та Олена Узлюк

### Двоголосе закадрове озвучення (Телекомпанія«Новий канал», 2006)
Ролі озвучували: Олег Лепенець та Людмила Ардельян

## Цікаві факти
- Роль Джека пропонували Стівену Болдвіну, Вільяму Болдвіну, Джонні Деппу, Брюсу Віллісу, Тому Крузу, Джеффу Бріджесу і Тому Генксу, але всі вони відмовилися.
- Від постановки фільму відмовилися Ренні Харлін і Квентін Тарантіно.
- У списку Американського кіноінституту «100 найзахопливіших фільмів» стрічка зайняла 99-е місце.
- У сцені, де поїзд метро сходить з рейок, використовувалася його мініатюрна модель.
- Під час зйомок було використано 13 автобусів, два з яких підірвали.
- Саундтреком до фільму став сингл Біллі Айдола «Speed».
- Роль Джека вважається одною з найкращих ролей Кіану Рівза.
- Швидкість, показана на спідометрі автобуса (оцифрованому в милях за годину) часто не відповідала справжній швидкості автобуса.
- Перед тим, як перелетіти через обрив на шосе, автобус розігнався до 110 км/год (68 миль/год на спідометрі)
- В одному з епізодів серіалу «Руйнівники міфів», що вийшов в ефір телеканалу Discovery 8 квітня 2009 року, команда повторила сцену, в якій пасажири перемістилися на правий бік автобуса, щоб не перекинутися під час повороту на швидкості. Було виявлено, що небезпеки перекинутися насправді не було. Пізніше, 9 грудня 2009 року творці серіалу без успіху намагалися повторити сцену, в якій автобус здійснив стрибок на 15 метрів.
- Фільм займає 18-е місце у двадцятці найкращих фільмів з 1992 року за версією Квентіна Тарантіно.
- Сюжет фільму нагадує сюжет японського фільму 1975 року «109-й іде без зупинок».

## Нагороди
- В 1995 році фільм був висунутий на здобуття премії «Оскар» у трьох номінаціях: «Найкращий монтаж», «Найкращий звук» та «Найкращі звукові ефекти», перемігши у двох з них.
- Сандра Буллок здобула 3 кінонагороди MTV за фільм «Швидкість».

## Кіноляпи
- На початку фільму Джек прострілює ліву ногу Гаррі. Однак на церемонії нагородження Гаррі йде за медаллю з паличкою у правій руці і шкутильгає на праву ногу. Коли ж офіцери святкують і Гаррі збирається додому, він знову йде, накульгуючи на ліву ногу.